# Петдесет и втори пехотен моравски полк
Петдесет и втори пехотен моравски полк е български пехотен полк, формиран през 1912 година и взел участие в Балканската, Междусъюзническата, Първата и Втората световна война.

## Формиране
Историята на полка започва на 17 септември 1912 година, когато в Стара Загора от състава на 12-и пехотен балкански и 23-ти пехотен шипченски полк в четиридружинен състав се формира Петдесет и втори пехотен полк.

## Балкански войни (1912 – 1913)
Полкът е формиран във връзка с избухването на Балканската война (1912 – 1913), като влиза в състава на 8-а пехотна тунджанска дивизия. Участва и в Междусъюзническата война (1913), след края на която на 7 август 1913 е демобилизиран и разформиран.

## Първа световна война (1915 – 1918)
Полкът е формиран отново от състава на 35-и пехотен врачански и 36-и пехотен козлодуйски полк във връзка с мобилизацията за Първата световна война (1915 – 1918) през септември 1915 г. във Враца под името Петдесет и втори пехотен резервен полк. Влиза в състава на 3-та бригада от 6-а пехотна бдинска дивизия.
При включването на България във войната полкът разполага със следния числен състав, добитък, обоз и въоръжение:
| Числен състав                                       | Добитък   | Обоз                                     | Въоръжение                           |
| --------------------------------------------------- | --------- | ---------------------------------------- | ------------------------------------ |
| Офицери: 43 Чиновници: 4 Подофицери и войници: 3988 | Коне: 454 | Обикновени: 70 Товарни: 253 Специални: 3 | Пушки и карабини: 3360 Картечници: 4 |

След края на войната е демобилизиран и разформирован.

## Втора световна война (1941 – 1945)
За участие във Втората световна война (1941 – 1945) полкът е формиран на основание на писмо №4322 от 27 юни 1941 година на началника на 1-ва дивизионна област в с. Сливница под името Петдесет и втори пехотен врански полк и е в двудружинен състав. Първа дружина е на гарнизон във Враня, а 2-ра в Куманово. Влиза в състава на 14-а пехотна вардарска дивизия. На 3 март 1943 година съгласно указ №6 полкът се преименува на Петдесет и втори пехотен моравски полк. На 20 март 1943 година 2-ра кумановска дружина е придадена към новосформирания 53-ти пехотен осоговски полк, като към 52-ри полк се формира нова 2-ра дружина на гарнизон във Враня. При оттеглянето си след 9 септември 1944 година води военни действия с германски войски. При завръщането си в Дупница е разформиран.

## Наименования
През годините полкът носи различни имена според претърпените реорганизации:
- Петдесет и втори пехотен полк (17 септември 1912 – 7 август 1913)
- Петдесет и втори резервен полк (септември 1915 – 1917)
- Петдесет и втори пехотен полк (1917 – 1918)
- Петдесет и втори пехотен врански полк (27 юни 1941 – 3 март 1943)
- Петдесет и втори пехотен моравски полк (3 март 1943 – 1944)

## Командири
Званията са към датата на заемане на длъжността.
| №  | звание       | име               | дати                      |
| -- | ------------ | ----------------- | ------------------------- |
| 1. | Полковник    | Васил Воденичаров | Балканска война           |
| 2. | Подполковник | Атанас Петров     | Първа световна война      |
| 3. | Подполковник | Стоян Нягулов     | Първа световна война      |
| 4. | Подполковник | Стефан Соларов    | към 1918                  |
|    | Полковник    | Иван Попов        | 12 юли 1941 – 11 май 1944 |
| 5. | Полковник    | Христо Арабов     | 1941 – 11 септември 1943  |
| 6. | Подполковник | Любомир Грънчаров | 11 септември 1943 – 1944  |
| 7. | Подполковник | Михаил Каролев    | от 1944                   |